# Mòoré

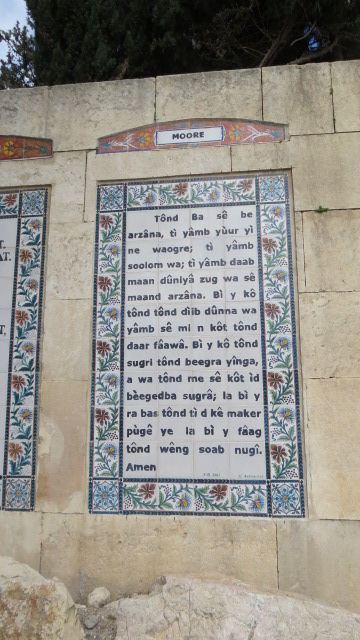
Das Vaterunser auf Moore in der Paternosterkirche zu Jerusalem

Mòoré oder Moore (auch Moose, More, Mole, Mossi, Moshi, Mooré und Moré genannt) ist die Sprache der Mossi.
Sie gehört zu den Gur-Sprachen und wird etwa von der Hälfte der Bevölkerung Burkina Fasos (Obervolta) gesprochen und verstanden.
Andere Gruppen in den Regionen von Elfenbeinküste, Burkina Faso und Ghana haben die Sprache als Hauptsprache übernommen.
So strahlt der Rundfunk in Burkina Faso Sendungen in Mòoré aus.
Mòoré wird in den Dialekten Saremdé, Taolendé, Yaadré, Ouapadoupou, Yaande, Zaore (Joore), Yana (Yanga, Jaan) gesprochen.

## Phoneme
|             |             | Labial | Alveolar | Palatal | Velar | Glottal |
| Plosiv      | Stimmlos    | p      | t        |         | k     | ʔ       |
| Plosiv      | Stimmhaft   | b      | d        |         | ɡ     |         |
| Nasal       | Nasal       | m      | n        |         |       |         |
| Frikativ    | Stimmenlos  | f      | s        |         |       | h       |
| Frikativ    | Stimmhaft   | v      | z        |         |       |         |
| Approximant | Approximant |        | l / r    |         |       |         |
| Halbvokale  | Halbvokale  | w      |          | j       |       |         |

Der Halbvokal  /j/ y wird vor Nasalvokalen als ɲ ausgesprochen.

## Zahlen
| Deutsch | Mòoré  |
| ------- | ------ |
| eins    | Yembre |
| zwei    | Yiibu  |
| drei    | Tanbo  |
| vier    | Naase  |
| fünf    | Nu     |
| sechs   | Yobe   |
| sieben  | Yopoy  |
| acht    | Nii    |
| neun    | Wai    |
| zehn    | Piiga  |

## Alphabet
Das Mossa-Alphabet in Burkina Faso:
| Burkina Faso Mossi-Alphabet | Burkina Faso Mossi-Alphabet | Burkina Faso Mossi-Alphabet | Burkina Faso Mossi-Alphabet | Burkina Faso Mossi-Alphabet | Burkina Faso Mossi-Alphabet | Burkina Faso Mossi-Alphabet | Burkina Faso Mossi-Alphabet | Burkina Faso Mossi-Alphabet | Burkina Faso Mossi-Alphabet | Burkina Faso Mossi-Alphabet | Burkina Faso Mossi-Alphabet | Burkina Faso Mossi-Alphabet | Burkina Faso Mossi-Alphabet | Burkina Faso Mossi-Alphabet | Burkina Faso Mossi-Alphabet | Burkina Faso Mossi-Alphabet | Burkina Faso Mossi-Alphabet | Burkina Faso Mossi-Alphabet | Burkina Faso Mossi-Alphabet | Burkina Faso Mossi-Alphabet | Burkina Faso Mossi-Alphabet | Burkina Faso Mossi-Alphabet | Burkina Faso Mossi-Alphabet | Burkina Faso Mossi-Alphabet | Burkina Faso Mossi-Alphabet |
| --------------------------- | --------------------------- | --------------------------- | --------------------------- | --------------------------- | --------------------------- | --------------------------- | --------------------------- | --------------------------- | --------------------------- | --------------------------- | --------------------------- | --------------------------- | --------------------------- | --------------------------- | --------------------------- | --------------------------- | --------------------------- | --------------------------- | --------------------------- | --------------------------- | --------------------------- | --------------------------- | --------------------------- | --------------------------- | --------------------------- |
| A                           | ʼ                           | B                           | D                           | E                           | Ɛ                           | F                           | G                           | H                           | I                           | Ɩ                           | K                           | L                           | M                           | N                           | O                           | P                           | R                           | S                           | T                           | U                           | Ʋ                           | V                           | W                           | Y                           | Z                           |
| a                           | ʼ                           | b                           | d                           | e                           | ɛ                           | f                           | g                           | h                           | i                           | ɩ                           | k                           | l                           | m                           | n                           | o                           | p                           | r                           | s                           | t                           | u                           | ʋ                           | v                           | w                           | y                           | z                           |
| IPA                         |                             |                             |                             |                             |                             |                             |                             |                             |                             |                             |                             |                             |                             |                             |                             |                             |                             |                             |                             |                             |                             |                             |                             |                             |                             |
| a                           | ʔ                           | b                           | d                           | e                           | ɛ                           | f                           | ɡ                           | h                           | i                           | ɪ                           | k                           | l                           | m                           | n                           | o                           | p                           | r                           | s                           | t                           | u                           | ʊ                           | v                           | w                           | j                           | z                           |